# 费利克斯·德雷勒
费利克斯·德雷勒（法語：Félix d'Hérelle，1873年4月25日—1949年2月22日）是一位法裔加拿大微生物学家，是噬菌体的发现者之一，并指出了其可以用于噬菌體治療。